# Marek Filipczak
Marek Filipczak (Varsavia, 15 aprile 1960) è un ex calciatore polacco, di ruolo attaccante.

## Carriera

### Club
Filipczak giocò per il Widzew Łódź, prima di vestire le maglie di Bałtyk Gdynia, Beskid Skoczów, Stal Stalowa Wola e Stal Mielec. Dopo un biennio all'Olimpia Poznań, si trasferì ai norvegesi del Brann. Esordì nella 1. divisjon in data 28 aprile 1990, quando fu titolare nel successo per 0-1 sullo Strømsgodset. Il 4 giugno successivo arrivò la prima rete, nella vittoria per 1-2 in casa del Viking. Rimase in squadra fino al 1992.